# Francisco Ferrera
Francisco Ferrera (Cantarranas, Capitanía de Guatemala (actual a Honduras), 29 de enero de 1794-Chalatenango, El Salvador, 10 de abril de 1851) fue un sastre, sacristán, militar, abogado y político hondureño.
Fue jefe de Estado de Honduras entre 1833 y 1834, cuando emprendió una fracasada invasión a El Salvador. De 1838 a 1840 colaboró con el general guatemalteco Rafael Carrera para derrocar el gobierno liberal del presidente de la Federación Centroamericana, Francisco Morazán. Posteriormente fue el primer presidente constitucional de Honduras para el periodo 1841-1843 y reelecto para el periodo 1843-1845. Fue escogido ministro de Guerra de 1845 a 1847 y emprendió una guerra contra Nicaragua. Después ocupó otros cargos políticos.
Debido al Pacto de Pespire, firmado en marzo de 1850, se vio obligado a migrar a El Salvador, donde falleció. Su biografía fue realizada por el abogado Ramón Rosa.

## Familia y estudios
De Francisco Ferrera, el nombre de sus padres se desconoce, únicamente su apellido se encuentra registrado. Ferrera pasó su niñez en su pueblo natal de Cantarranas bajo la tutela del presbítero José León Garín; posteriormente ingresó a la escuela del maestro Felipe Santiago Reyes —padre del presbítero José Trinidad Reyes— en la Villa de San Miguel de Heredia de Tegucigalpa. Más tarde contrajo matrimonio con María de los Dolores Medina. Se le conocía como "El mulato de hierro". Fue abuelo materno de Vicente Augusto Fernández Ferrera.
El 19 de septiembre de 1847 le fue otorgado el título de Licenciado en Derecho Civil por la Academia Literaria de Tegucigalpa.

## Campañas morazánicas
En 1813 regresó a su pueblo natal, Cantarranas, donde alternaba sus actividades como sacristán, músico, violinista y sus labores de maestro empírico, consejero municipal y alcalde. A consecuencia de la invasión del teniente general José Justo Milla a Santa María de la Nueva Valladolid de Comayagua y en su condición de alcalde de San Juan de Flores, se alistó para defender la capital. Después de los sucesos de Comayagua y la persecución del comandante español Ramón de Anguiano, decidió unirse a la campaña del general liberal Francisco Morazán. Su valiente participación en la Batalla de La Trinidad el 11 de noviembre de 1827 contra el general Justo Milla y después en la Batalla de la Hacienda El Gualcho, le valieron el ascenso a oficial militar.
En los años 1829 y 1830 participó en la campaña de pacificación de Olancho, bajo las órdenes del general Francisco Márquez; luego, en septiembre de 1830, saludó al general Morazán por su elección como presidente de la República Federal de Centro América y fue nombrado intendente y comandante de la Villa de San Miguel de Heredia de Tegucigalpa en 1831.
En marzo de 1832 participó en la campaña de Yoro y posteriormente en las de Sonaguera y Trujillo contra las fuerzas invasoras del coronel mexicano Vicente Domínguez, derrotándolas en el sitio de Tercales. Reagrupado Domínguez, nuevamente fue vencido en Sonaguera, en la Ofrecedora y en Trujillo, por las fuerzas comandadas por Ferrera. Fue ascendido a teniente coronel y luego el general Morazán lo ascendió al grado de general de división.
El 1 de julio de 1832, el ejército mexicano al mando del coronel Vicente Domínguez, con ideología unionista, inició una campaña militar tratando de anexar el estado Hondureño al territorio mexicano, esto para reunificar al Primer Imperio mexicano tras la desunión de Centroamérica en 1822. Al mando de 1000 hombres, el coronel Domínguez invadió Honduras por la aldea de Trujillo, cuya región era una de las más débiles en cuanto a su fuerza militar y población. Sin embargo, terminó siendo derrotado por las fuerzas hondureñas en la llamada Batalla de Trujillo, la primera que se libró en dicho lugar después de la independencia y la creación del Estado de Honduras.

## Jefe provisional
La Asamblea Legislativa concedió licencia al jefe de Estado, Joaquín Rivera, para atender asuntos personales y contraer matrimonio. Ferrera entonces asumió la jefatura del Estado interinamente el 24 de septiembre de 1833. Durante su gestión creó los cargos civiles y militares para la administración del recién creado Puerto del Sur —El Tigre—, decretó el establecimiento de una feria en Nacaome, Valle, para estimular el comercio y el movimiento de carga y pasajeros en el Puerto del Sur y oficializó la cátedra de gramática latina en el Colegio Tridentino de Comayagua.
Joaquín Rivera asumió nuevamente la jefatura del Estado el 10 de enero de 1834, luego que Ferrera autorizara que tropas salvadoreñas ingresaran a territorio hondureño para capturar una columna de desafectos con el jefe militar de El Salvador, en la localidad de San Bernardo, Namasigüe (departamento de Choluteca). Esto agudizó los conflictos entre Ferrera y Rivera, quienes se mantuvieron en pugnas constantes desde ese año hasta 1845, cuando Rivera fue condenado y ejecutado.

## Ruptura con Francisco Morazán
En el mes de octubre de 1838, Ferrera dirigió un levantamiento en Tegucigalpa contra el gobierno federal dirigido por Morazán e instó a la Asamblea Legislativa, reunida en Comayagua, a que Honduras se desligara de la República Federal. Por su sugerencia, el 26 de octubre de 1838, la administración del general José María Martínez Salinas declaró a Honduras como un Estado libre, soberano e independiente, desvinculado de la Federación Centroamericana.

### Colaboración con Rafael Carrera

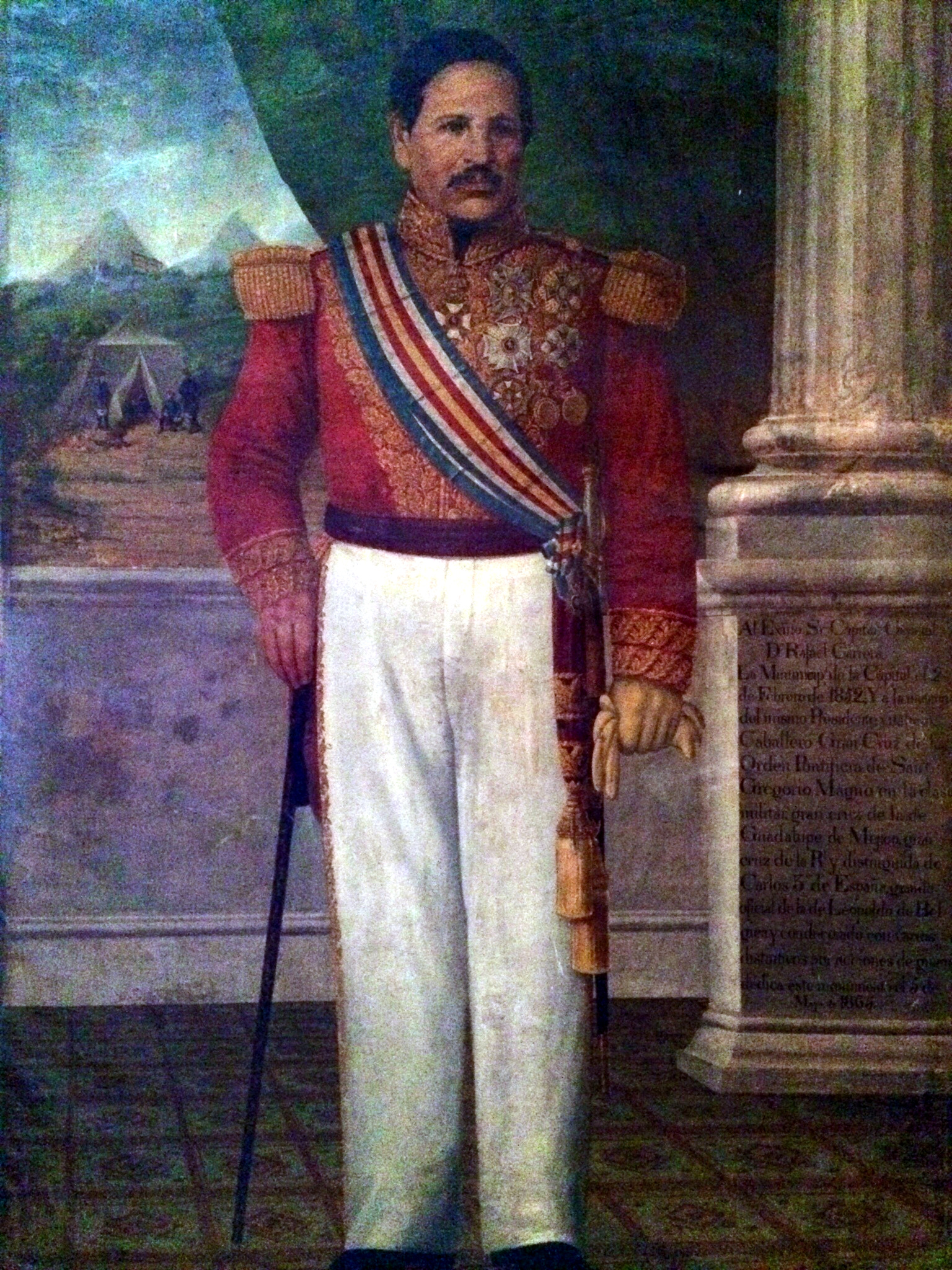
General guatemalteco Rafael Carrera, aliado de Ferrera en su lucha contra Francisco Morazán

En septiembre de 1838, el líder campesino guatemalteco, Rafael Carrera —tras varias derrotas contras fuerzas liberales federales— intentó un asalto a la capital de Guatemala, pero el general liberal Carlos Salazar Castro lo derrotó en los campos de Villa Nueva, y Carrera tuvo que replegarse nuevamente al oriente del Estado. Tras varios intentos infructuosos de tomar la ciudad y Quetzaltenango, Carrera fue cercado y herido, y tuvo que capitular ante el general mexicano Agustín Guzmán, quien radicaba en Quetzaltenango. Morazán tuvo la oportunidad de fusilar a Carrera, pero no pudo pues necesitaba del apoyo del campesinado guatemalteco para poder contrarrestar los ataques de Francisco Ferrera en El Salvador; en lugar de eso, se vio obligado a nombrarlo como jefe militar de Mita, pero sin armas. Cuando estaba en Mita, Ferrera invitó a Carrera a reunirse, a lo que accedió. Sabiendo que Morazán iba a atacar El Salvador, decidieron que Carrera iba a atacar la Ciudad de Guatemala, y para ello Ferrera le dio mil armas y municiones.
Entre tanto, a pesar de las recomendaciones de su allegados de aplastar definitivamente las fuerzas de Carrera, Salazar intentó negociar con este por la vía diplomática. Incluso, para demostrar a Carrera que ni se le temía ni se le desconfiaba, retiró las fortificaciones que había en la capital guatemalteca desde la batalla de Villa Nueva. Aprovechando la buena fe de Salazar y las armas de Ferrera, el 13 de abril de 1839 Carrera tomó por sorpresa la plaza de Guatemala. Salazar Castro, Barrundia y Mariano Gálvez huyeron antes de la llegada de Carrera; Salazar, en camisa de dormir, saltó por los tejados de las casas vecinas y buscó refugio. Después, como pudo, cruzó la frontera disfrazado de campesino y huyó de Guatemala. Ya sin Salazar, Carrera restituyó a Mariano Rivera Paz como gobernador de Guatemala. Paz a su vez lo nombró general en jefe del Ejército, aunque en realidad era Carrera quien tenía el mando absoluto en Guatemala y se constituyó en un fuerte aliado de Ferrera.

### Campañas contra los ejércitos unionistas
Mientras Carrera atacaba a los liberales en Guatemala, Ferrera fue derrotado el 5 de abril de 1839 en la Batalla del Espíritu Santo, en Corinto (El Salvador), por las fuerzas del general Francisco Morazán. Ferrera envió a su edecán de confianza Juan José Morales para intentar negociar y conseguir un resultado más favorable al menos intercambiando prisioneros pero su plan se vino abajo cuando se vió superado por las fuerzas de Morazán. Más tarde, se verían de nuevo las caras en la de Batalla de San Pedro Perulapán, ocurrida el 25 de septiembre de 1839, en donde Ferrera fue herido y se tuvo que refugiar en Nicaragua.
Poco tiempo después regresó a Honduras, y el 31 de enero de 1840 se encontró en la Batalla de Los Llanos de El Potrero, cerca de Tegucigalpa, donde la columna del general nicaragüense Manuel Quijano —en donde participaba Ferrera— y las fuerzas gubernamentales del general José Francisco Zelaya y Ayes derrotaron al general José Trinidad Cabañas.

## Presidencia del Estado

### Primer mandato
Durante el año de 1840, Ferrera se dedicó a imponer su voluntad al gobierno presidido por José Francisco Zelaya y Ayes, quien, al no haberse realizado elecciones como mandaba la constitución de 1839, había sido escogido presidente provisional de Honduras por la Asamblea Legislativa.
El 6 de junio de 1840, la Asamblea Legislativa convocó a elecciones para presidente, y el 30 de diciembre eligió por unanimidad de votos al general de división Francisco Ferrera como primer presidente constitucional de Honduras. Según el testimonio del presidente de la Asamblea, el presbítero Mariano Castejón, 3,400 ciudadanos votaron por Ferrera, quien fue candidato único. Tomó posesión el 1 de enero de 1841, para un mandato de dos años, como lo establecía la constitución.
Recién inaugurado su gobierno, una violenta epidemia de viruela estalló en Comayagua, Tegucigalpa y La Paz, y las medidas enérgicas de control epidemiológico que implementó no impidieron que la epidemia se extendiera por casi todo el país. Durante su gobierno reabrió el Colegio Tridentino de Comayagua, habilitó el Puerto de La Paz —hoy San Lorenzo—, reorganizó el ejército y para favorecer al clero regular de la iglesia Católica y restableció los diezmos obligatorios abolidos por Diego Vigil y Cocaña (1828-1829), mediante decreto del 13 de junio de 1841. Autorizó a los vicarios la administración de la Justicia, adoptó medidas legislativas sobre la minería y decretó un indulto en mayo de 1842. En julio de ese año, Honduras, Nicaragua y El Salvador firmaron en Chinandega un pacto de confederación.
El 31 de diciembre de 1842 depositó la presidencia en un Consejo de Ministros, integrado por José Julián Tercer, el General Casto Alvarado y su hombre de confianza el Comandante General Juan José Morales. 

#### Elección del obispo de Comayagua
En su biografía del padre José Trinidad Reyes, el escritor liberal Ramón Rosa asegura que el padre Reyes había sido propuesto para obispo de Honduras, y que, cuando el presbítero Jorge Viteri y Ungo —miembro del poderoso Clan Aycinena de Guatemala y consejero personal de Rafael Carrera— fue a Europa en 1840 para visitar al papa Gregorio XVI, el general Francisco Ferrera —supuestamente receloso de las ideas independientes de Reyes— hizo llegar con él la noticia al Vaticano de que Reyes había muerto, por lo que el papa nombró como obispo de la diócesis al presbítero Francisco de Paula Campoy y Pérez. Cuando De Paula regresó de Guatemala a Comayagua, en 1845, el Padre Reyes se hallaba allá, en calidad de detenido por orden del general Ferrera.
Sin embargo, en una edición crítica de la obra en 1891, José Vicente Martínez explicó que realizó investigaciones pormenorizadas para aclarar estos hechos, dado que Rosa no explicó las fuentes que utilizó. Las investigaciones de Martínez muestran que Viteri y Ungo no estuvo en Roma en 1840, ya que fue hasta abril de 1841 que el gobierno de El Salvador comunicó al de Honduras que había nombrado al presbítero Viteri y Ungo su representante ante la Santa Sede, y que invitaba a Honduras a enviar sus candidatos para la diócesis de Honduras y aprovechar así el viaje de Viteri. Honduras aceptó y en febrero de 1842 dictó un acuerdo disponiendo que se remitiera al señor Viteri y Ungo la terna de candidatos; entre ellos estaba el padre Reyes.
Viteri y Ungo fue recibido por el papa Gregorio XVI en el palacio del Quirinal el 26 de agosto de 1842. Luego de la reunión, Viteri y Ungo envió dos comunicados al gobierno de Honduras: el 1.º de septiembre de 1842, informando que el nuevo Obispo de Honduras quizás sería preconizado en noviembre, y el 19 de octubre, indicando que el obispo ya había sido elegido —sin mencionar el nombre— y que urgían los fondos por la cantidad de 700 pesos para la preconización en noviembre. En enero de 1843, el general Ferrera terminó su período presidencial y fue el Consejo de Ministros que recibió los comunicados de Viteri y aprobó el pago indicado. Algunos de los candidatos ya habían muerto, y el Consejo consideró que el candidato idóneo entonces era el presbítero De Paula Campoy, provisor interino de la diócesis de Comayagua y residente de esa ciudad desde diciembre de 1842. La bula de que se nombró al Señor Campoy para Obispo de Comayagua fue dictada el 8 de febrero de 1844. En cuanto a la supuesta prisión de Reyes, los documentos que investigó Martínez demostraron que no hubo detención alguna del sacerdote  Sin embargo, en 1845 sí viajó a la ciudad de Comayagua.

#### Gabinete
| Gabinete de Gobierno              | Gabinete de Gobierno                                                | Gabinete de Gobierno |
| --------------------------------- | ------------------------------------------------------------------- | -------------------- |
| Cargo                             | Titular                                                             | Período              |
|                                   |                                                                     |                      |
| Designados presidenciales         | Felipe Jáuregui Juan Ignacio Vega Coronado Chávez                   | 1841-1843            |
| Secretario privado presidencial   | Francisco Alvarado                                                  | 1841-1843            |
| Secretario general                | Encarnación Maradiaga                                               | 1841-1843            |
| Ministro de Relaciones Exteriores | Lupario Romero Francisco Alvarado Juan José Morales Coronado Chávez | 1841-1843            |
| Ministro de Guerra                | Francisco Inestroza Juan José Morales Julián Tercero                | 1841-1843            |
| Ministro de Hacienda              | Casto José Alvarado                                                 | 1841-1843            |

### Segundo mandato
El 21 de febrero de 1843, la Cámara de Representantes se reunió y el 23 reeligió a Ferrera, quien tomó posesión ese día, con los presidentes suplentes Felipe Jaúrequi, Ignacio Vega y el general Coronado Chávez.
Los levantamientos de Texiguat, Tegucigalpa, Liure, El Corpus y Danlí mantuvieron su administración envuelta en perseguir a los insurrectos. También persiguió a los simpatizantes de Morazán. Para 1844, la guerra civil era un hecho. Restableció el ceremonial para todos los actos oficiales. Decretó la vigencia de la Novena Recopilación de las Leyes de Indias como instrumentos jurídicos. El 22 de enero de 1844 creó el municipio de El Naranjito, Santa Bárbara. Se enfrentó diplomaticamente a Reino Unido y al Intendente de Belice con la asistencia de Juan José Morales por las usurpaciones territoriales de los Ingleses en Centro América pero por las presiones del cónsul británico, Frederick Chatfield, le brindó protección a Thomas Lowry Robinson como monarca de los miskitos en diciembre de 1843. El 29 de marzo de 1844, y basado en el pacto de confederación firmado en julio del 42, se estableció un gobierno en San Vicente (El Salvador) destinado a crear un gobierno federal con un presidente electo para un periodo de 4 años. Un año después este plan fracasó.
En octubre de 1844 depositó la presidencia en un Consejo de Ministros al mando de Casto Alvarado y don Coronado Chávez, para hacerse cargo de la campaña militar contra el general Trinidad Cabañas y el coronel Joaquín Rivera, quienes llegaban desde Nicaragua con el apoyo del presidente Fruto Chamorro Pérez. Con la derrota de los partidarios de la vieja Federación el 24 de octubre, regresó a Comayagua y reasumió la presidencia de la República en noviembre.
Finalizó su segundo mandato el 31 de diciembre de 1844, asumiendo el rol del Ejecutivo los ministros Casto Alvarado y Coronado Chávez. La Cámara de Representantes eligió a este último presidente de Honduras, quien tomó posesión el 8 de enero de 1845.

## Cargos posteriores
Coronado Chávez gobernó influenciado por Ferrera, a quien nombró ministro de Guerra, jefe de operaciones y de las fuerzas armadas el 11 de enero de 1845, tres días después de iniciado su mandato. El Tribunal de Guerra, integrado por secuaces de Ferrera y Chávez, condenaron a la pena capital al exjefe de Estado Joaquín Rivera, en febrero de 1845. Chávez terminó su mandato el 31 de diciembre de 1846.
Del 1 de enero al 12 de febrero de 1847, Ferrera fue parte, junto a José Santos Guardiola y Casto Alvarado, del Consejo de Ministros que ejerció el poder ese tiempo, antes de la toma de posesión de Juan Lindo.
En enero de 1847, la Asamblea eligió al general Francisco Ferrera para suceder a Coronado Chávez, pero Ferrera renunció antes de asumir el cargo; y en consecuencia, el licenciado Juan Lindo fue elegido por la Asamblea como presidente constitucional.

## Últimos años
Por el Pacto de Pespire, que devolvió la titularidad de la Presidencia a Juan Lindo, firmado el 25 de marzo de 1850, se vio obligado a emigrar a El Salvador. Allí fue testigo del tributo consagrado a la memoria del general Francisco Morazán, por el gobierno de Doroteo Vasconcelos en 1849.
Murió en la ciudad de Chalatenango, El Salvador, el 10 de abril de 1851.